# Ficedula timorensis
Papa-moscas-timorense ou papa-moscas-de-timor (Ficedula timorensis) é uma espécie de ave da família Muscicapidae.
Endêmico da Ilha do Timor, sendo encontrada no Timor-Leste e na Indonésia.
O Papa-moscas do Timor é uma espécie incomum, difícil de ver e muito pouco se sabe sobre sua biologia. O habitat natural da espécie são florestas de várzea de monção e florestas de colina de até 1200 metros. Nada se sabe sobre seu comportamento reprodutivo, as únicas observações sobre isso são adultos alimentando filhotes recém-nascidos em dezembro. Alimenta-se isoladamente ou em pares de Invertebrados, pegando suas presas principalmente recolhendo alguns voos de caça para capturar presas aéreas. A espécie está atualmente listada como quase ameaçada. Está ameaçado pela Destruição de habitat.